# Kristian Pettersson
Hans Kristian Pettersson, född 5 oktober 1971 i Torslunda församling, Öland, är en svensk friidrottare (diskuskastning). Han tävlade för IFK Växjö, Ullevi FK och IFK Helsingborg.
Vid VM i friidrott i Göteborg 1995 deltog han i diskus men slogs ut i kvalet. Han var 2002 med i diskus vid EM i München men blev utslagen i kvalet.
År 1999 belönades han med Stora grabbars och tjejers märke nummer 443.

## Personliga rekord
| Utomhus - Kula – 19,74 (Kuortane, Finland 25 juni 1994) - Kula – 19,03 (Tucson, Arizona, USA 16 maj 1999) - Diskus – 65,10 (Mesa, Arizona, USA 14 april 2000) - Diskus – 65,10 (Mesa, Arizona, USA 12 april 2000) | Inomhus - Kula – 19,75 (Flagstaff, Arizona, USA 21 februari 1998) |